# Esteban Cabal Riera
Esteban Cabal Riera (Madrid, 1 de novembre de 1958) és un escriptor, polític i activista ecologista espanyol, portaveu de la formació ecologista i antinacionalista Los Verdes-Grupo Verde (LV-GV), considerada vinculada a la ultradreta. És negacionista de la COVID-19
Redactor en cap de la revista Natural, va resultar elegit regidor per Los Verdes a les eleccions municipals de 1991 a Rivas-Vaciamadrid (convertint-se en el primer regidor de la formació elegit a la Comunitat de Madrid), abandonant posteriorment el grup municipal i incorporant-se el 1994 al Grup Municipal d'Esquerra Unida. Posteriorment entre 1999 i 2003 va ser regidor de l'Ajuntament de Navacerrada.
Impulsor i portaveu de Los Verdes-Grupo Verde (LV-GV) des dels seus inicis, Cabal va mantenir, d'acord amb Joan Cantarero, «magnífiques relacions» amb militants neonazis, permetent la inclusió en les llistes del partit de candidats vinculats a organitzacions com el Moviment Social Republicà (MSR) i Democràcia Nacional (DN), en particular dins de la llista municipal de Saragossa.
Va impulsar la marca electoral Recortes Cero, una coalició antinacionalista d'esquerra amb la Unificació Comunista d'Espanya (UCE). A l'abril de 2019 es va anunciar que concorreria a les eleccions municipals d'Alcorcón com a número 2 de la llista dels Verds d'Alcorcón. La coalició amb Recortes Cero es va mantenir fins al 2019.